# Le Puy Foot 43 Auvergne
O Le Puy Foot 43 Auvergne é um clube de futebol com sede em Le Puy-en-Velay, França. A equipe compete no Championnat de France Amateur.

## História
O clube foi fundado em 1903.

## Títulos
- Championnat National 2: 2024-25 (Grupo A)